# Bertil Tallberg
Bertil Tallberg (Helsinki, 17 settembre 1883 – Helsinki, 20 aprile 1963) è stato un velista finlandese, vincitore della medaglia di bronzo ai Giochi olimpici di Stoccolma 1912 nella classe 8 metri a bordo dell'imbarcazione chiamata Lucky Girl insieme a Arthur Ahnger, Emil Lindh, al fratello Gunnar Tallberg e Georg Westling.
Oltre al fratello Gunnar, Tallberg era nonno di Henrik Tallberg, Johan Tallberg e Peter Tallberg e bisnonno di Mathias Tallberg, tutti e quattro velisti olimpici tra Tokyo 1964 e Mosca 1980.

## Palmarès
- Giochi olimpici

Stoccolma 1912: bronzo nei 8 metri.